# Weiner
Weiner és una població dels Estats Units a l'estat d'Arkansas. Segons el cens del 2000 tenia 760 habitants.

## Demografia
Segons el cens del 2000, Weiner tenia 760 habitants, 306 habitatges, i 217 famílies. La densitat de població era de 212,6 habitants/km².
Dels 306 habitatges en un 33,7% hi vivien nens de menys de 18 anys, en un 57,5% hi vivien parelles casades, en un 8,8% dones solteres, i en un 28,8% no eren unitats familiars. En el 26,5% dels habitatges hi vivien persones soles el 16% de les quals corresponia a persones de 65 anys o més que vivien soles. El nombre mitjà de persones vivint en cada habitatge era de 2,48 i el nombre mitjà de persones que vivien en cada família era de 2,98.
Per edats la població es repartia de la següent manera: un 25% tenia menys de 18 anys, un 8,6% entre 18 i 24, un 28,7% entre 25 i 44, un 21,3% de 45 a 60 i un 16,4% 65 anys o més.
L'edat mediana era de 37 anys. Per cada 100 dones de 18 o més anys hi havia 90 homes.
La renda mediana per habitatge era de 32.125 $ i la renda mediana per família de 42.222 $. Els homes tenien una renda mediana de 25.789 $ mentre que les dones 20.804 $. La renda per capita de la població era de 18.222 $. Entorn del 6,7% de les famílies i el 9,3% de la població estaven per davall del llindar de pobresa.

## Poblacions més properes
El següent diagrama mostra les poblacions més properes.